# Ternstroemia hainanensis
Ternstroemia hainanensis là một loài thực vật có hoa trong họ Pentaphylacaceae. Loài này được Hung T. Chang miêu tả khoa học đầu tiên năm 1963.